# Phanom (huyện)
Phanom (tiếng Thái: พนม) là một huyện (amphoe) ở tây nam của tỉnh Surat Thani, miền nam Thái Lan.

## Địa lý
Huyện nằm trong khu vực đồi của dãy núi Phuket, với 60% diện tích là đồi núi. Phía tây bắc là Vườn quốc gia Khao Sok, tây nam là Vườn quốc gia Khlong Phanom. Huyện này là nơi kết thúc phía đông của đèo qua núi nối Takua Pa với Surat Thani.
Các huyện giáp ranh là: (từ phía bắc theo chiều kim đồng hồ) Ban Ta Khun, Khiri Rat Nikhom, Khian Sa và Phrasaeng của Surat Thani, Plai Phraya của tỉnh Krabi, Thap Put, Mueang Phang Nga, Kapong, Takua Pa và Khura Buri của tỉnh Phang Nga.

## Lịch sử

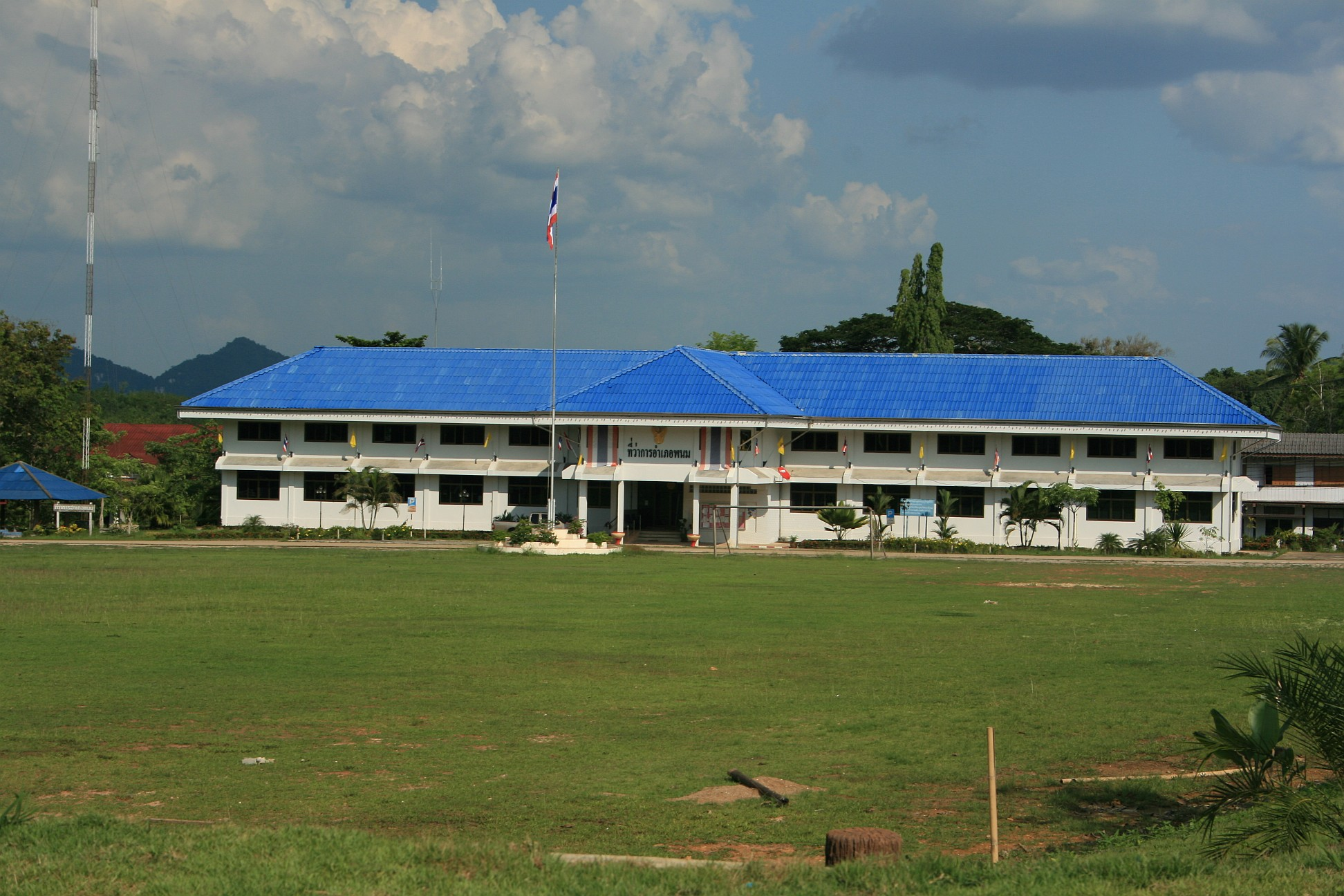
Trụ sở huyện

Huyện được thành lập năm 1890, lúc đó tên là Khlong Cha Un (คลองชะอุ่น). Sau này đã được đổi tên thành Phak Phanom (ปากพนม), do trụ sở huyện đã được dời đến Phak Phanom, và tên được rút ngắn thành Phanom. Năm 1910, huyện bị hạ cấp thành một tiểu huyện (king amphoe) trực thuộc Khirirat Nikhom. Ngày 14 tháng 11 năm 1971, tiểu huyện này được nâng thành huyện.

## Hành chính
Huyện này được chia thành 6 phó huyện (tambon), các đơn vị này lại được chia ra thành 56 làng (muban). Phanom là thị trấn (thesaban tambon) và nằm trên tambon Phang Kan và một phần của tambon Phanom. Mỗi một trong số 6 tambon được quản lý bởi một Tổ chức hành chính tambon.
| \| STT. \| Tên \| Tên Thái \| Số làng \| Dân số \| \| ---- \| ------------- \| -------- \| ------- \| ------ \| \| 1. \| Phanom \| พนม \| 13 \| 6.134 \| \| 2. \| Ton Yuan \| ต้นยวน \| 12 \| 8.255 \| \| 3. \| Khlong Sok \| คลองศก \| 8 \| 5.564 \| \| 4. \| Phlu Thuean \| พลูเถื่อน \| 5 \| 2.247 \| \| 5. \| Phang Kan \| พังกาญจน์ \| 5 \| 2.530 \| \| 6. \| Khlong Cha-un \| คลองชะอุ่น \| 13 \| 8.783 \| | Map of Tambon |          |         |        |
| STT. | Tên           | Tên Thái | Số làng | Dân số |
| 1. | Phanom        | พนม      | 13      | 6.134  |
| 2. | Ton Yuan      | ต้นยวน    | 12      | 8.255  |
| 3. | Khlong Sok    | คลองศก   | 8       | 5.564  |
| 4. | Phlu Thuean   | พลูเถื่อน   | 5       | 2.247  |
| 5. | Phang Kan     | พังกาญจน์  | 5       | 2.530  |
| 6. | Khlong Cha-un | คลองชะอุ่น | 13      | 8.783  |